# Gareth Hunt
Alan Leonard Hunt, celebrizado pelo nome artístico Gareth Hunt (Battersea, 7 de Fevereiro de 1942 – Redhill, 14 de Março de 2007) foi um actor inglês, mais conhecido por desempenhar o lacaio "Frederick Norton" em Upstairs, Downstairs (A Família Bellamy) e "Mike Gambit" em The New Avengers.

## Primeiros anos
Nascido como Alan Leonard Hunt em, Londres, era sobrinho da actriz Martita Hunt. Serviu a Marinha Mercante durante seis anos, e teve uma variedade de trabalhos antes de frequentar a Webber Douglas Academy of Dramatic Art. Depois disso, Hunt fez reportório por todo o Reino Unido e juntou-se à Royal Shakespeare Company e ao Royal National Theatre.
Hunt começou a sua carreira televisiva em 1972, representando um policial em For the Love of Ada. No mesmo ano apareceu em A Family at War e The Organisation. Em 1974, teve um papel na série Planet of the Spiders, inserido no programa da BBC, Doctor Who.

## Fama televisiva
Em 1974, Gareth Hunt apareceu no episódio Missing Believed Killed, da série Upstairs, Downstairs (A Família Bellamy), como "Trooper Frederick Norton", o servente pessoal de James Bellamy. Foi um personagem modesto, de qualquer forma, a sua actuação levaram os produtores John Hawkesworth e Alfred Shaughnessy a pedir-lhe para regressar para a quinta série, em 1975.
Hunt continuou a representar Norton, que se tornara agora o lacaio, até ao décimo-primeiro episódio da quinta série, intitulada Alberto. Em 1974, Hunt também apareceu em Bless This House e Planet of the Spiders inserido na série Doctor Who. No ano seguinte apareceu em The Hanged Man, Softly, Softly e Space 1999.
Em 1976, o ano após deixar Upstairs Downstairs, Hunt protagonizou The New Avengers, ao lado de Joanna Lumley e Patrick McNee. Os produtores do programa disseram que ele fora escolhido devido à sua participação em Upstairs, Downstairs. Hunt representou o agente secreto Mike Gambit e protagonizou o programa até ao seu final em, depois de duas séries, em 1977. Depois disso, no final da década de 1970 e início da década de 1980, Hunt fez aparições em Sunday Night Thriller,
Minder e Hammer House of Mystery and Suspense. Em 1988, representou várias partes do filme dos Pet Shop Boys, It Couldn't Happen Here.
Hunt também era bem conhecido no Reino Unido como protagonista dos anúncios televisivos da marca Nescafé, na década de 1980, com um movimento de marca registada; sacudir a sua mão apertada e então abri-lo, sentir o odor e revelar os grãos de café.
No auge da sua fama, o seu nome, muitas vezes encurtado para simplesmente "Gareth", era usado como uma expressão em "Cockney rhyming slang" (gíria rimada britânica).

## Últimos anos
Gareth Hunt continuou a ter papéis menores em muitos programas televisivos nas décadas de 1990 e 2000, com aparições em The New Adventures of Robin Hood, Harry and the Wrinklies, Absolute Power (como ele próprio), New Tricks Doctors. Em 1992 e 1993 Hunt teve um papel principal na sitcom Side by Side, e um papel de protagonista na "soap opera" de curta duração Night and Day, em 2001. Em 1997, apareceu no filme Fierce Creatures e em 2001 representou Ritchie Stringer, um patrão do crime que era um suspeito improvével, na série "shooting" de Phil Mitchell, inserido na soap opera EastEnders.
Hunt sofreu um enfarte agudo do miocárdio em 1999, e em julho de 2002 teve um colapso enquanto representava em palco, em Bournemouth.
Gareth Hunt morreu em sua casa depois de dois anos de luta contra um cancro do pâncreas, no dia 14 de Março de 2007, aos 65 anos de idade. Sobrevive-lhe a sua terceira esposa, Amanda, e três filhos.